# Wąż mahoniowy
Wąż mahoniowy, afrykański wąż domowy (Boaedon fuliginosus) – gatunek węża z rodziny Lamprophiidae.

## Systematyka
Podrodzina Boodontinae, do której gatunek ten bywa zaliczany, tradycyjnie zaliczana była do rodziny połozowatych (Colubridae); niektóre analizy sugerują jednak, że podrodzina ta jest bliżej spokrewniona ze zdradnicowatymi (Elapidae) niż z większością węży tradycyjnie zaliczanych do połozowatych. Lawson i in. (2005) zaliczyli nawet Boodontinae do zdradnicowatych; natomiast Vidal i in. (2007) w swojej analizie zaliczyli część gatunków wchodzących w skład tej podrodziny – w tym węża mahoniowego – do rodziny Lamprophiidae, siostrzanej do zdradnicowatych.
W starszych ujęciach systematycznych gatunek ten obejmował populacje występujące na terenie niemal całej Afryki (oprócz Sahary) oraz w południowej części Półwyspu Arabskiego, jednak w 2016 roku jego podgatunki podniesiono do rangi odrębnych gatunków (Boaedon arabicus, B. capensis, B. mentalis, B. variegatus), a część populacji okazała się należeć do nowo opisanych gatunków B. perisilvestris i B. subflavus.

## Zasięg występowania
Po podziale taksonomicznym do Boaedon fuliginosus zalicza się populacje występujące w Maroku i Saharze Zachodniej oraz w Afryce Subsaharyjskiej na południe po Angolę, Zambię, Malawi i Tanzanię.

## Morfologia
Opis: Młode osobniki są koloru czerwono-brązowego, z wiekiem ciemnieją aż do koloru czarnego. Na głowie po bokach pręga w kolorze jasnopomarańczowym. Brzuch jest biały.
Rozmiary: Najdłuższa zanotowana samica mierzyła 78,3 centymetra, samiec 65,6 centymetra.

## Ekologia i zachowanie
Biotop: Zamieszkuje tereny suche, półpustynne oraz suche części lasów. Jest częstym bywalcem w pobliżu siedzib ludzkich.
Pokarm: Żywi się  ptakami, żabami, jaszczurkami, małymi ssakami.
Zachowanie:  Z natury jest łagodnym wężem.
Rozmnażanie: Wąż mahoniowy jest wężem jajorodnym. Samica w jednym miocie może złożyć do 16 jaj. Po ok. 60–90 dniach inkubacji lęgną się młode węże. Zaraz po urodzeniu osiągają długość od 19 do 26 cm.